# Dominique Alexandre Godron
Dominique Alexandre Godron (* 25. März 1807 in Hayange, Departement Moselle; † 16. August 1880 in Nancy, Departement Meurthe-et-Moselle) war ein französischer Naturwissenschaftler, insbesondere auf dem Gebiet der Botanik. Er wurde vor allem bekannt durch sein dreibändiges Werk „Flora Frankreichs“ (Flore de France), das er zusammen mit Charles Grenier verfasste.

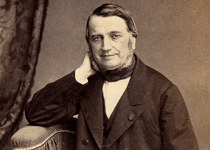
Dominique Alexandre Godron

## Biographie
Dank eines Stipendiums konnte Godron in Paris eine Sekundarschule, das Collège Stanislas, besuchen. Ab 1827 studierte er Medizin und Naturwissenschaften an der Universität Straßburg. Er erwarb dort die akademischen Grade Docteur en médecine und docteur ès-sciences. Nach Abschluss seiner Studien heiratete er 1834 in Nancy Louise Hanriot, geboren 1811 in Thionville (Moselle). Ein Jahr später wurde er zum Professor an der École de médecine de Nancy ernannt. Ab 1850 lehrte an Akademien verschiedener Departements als Rektor: Recteur de l’Académie départementale de la Haute-Saône (1850), Académie de l’Hérault (1851) und Académie du Doubs (1853). Im Jahr 1854 erhielt er einen Ruf an die Fakultät der Wissenschaften (Faculté des Sciences) der Universität Nancy als Professor der Naturgeschichte (Professeur d’histoire naturelle) und fungierte dort als Dekan bis 1871. In Nancy gründete er ein Museum für Naturgeschichte und gestaltete den botanischen Garten neu. Zu seinen Ehren erhielt dieser später den Namen Jardin Dominique Alexandre Godron. Für seine Verdienste wurde Godron 1864 zum Offizier der französischen Ehrenlegion (Officier de la Légion d’Honneur) ernannt. Im Jahr 1877 wurde er korrespondierendes Mitglied der Académie des sciences. Mit 64 Jahren (1871) ging er in den Ruhestand. Er starb 1880. Seine Frau starb acht Jahre vor ihm 1872, ebenfalls in Nancy.
Seine botanischen Exkursionen führten Godron dazu, auch geologische Studien zu betreiben und Höhlen zu untersuchen. Er wurde Ehrenpräsident des französischen Alpenclubs (Club alpin français), Sektion Vogesen.

## Veröffentlichungen (Auswahl)
Neben der Flore de France verfasste Godron ein Buch über die Flora Lothringens Flore de Lorraine. In den Beschreibungen der Pflanzen wird er mit dem botanischen Autorenkürzel Godr. zitiert. Circa 12 Spezies tragen seinen Namenszusatz godronii. Godron befasste sich auch mit der Genetik der Pflanzen und dem Phänomen der Hybridisierung, drei Jahre vor Gregor Mendel.
Basierend auf seiner Erkenntnis pflanzlicher Hybridisierung – bei Tieren war sie schon bekannt – schrieb er das Buch De l’espèce et des races dans les êtres organisés et spécialement de l’unité de l’espèce humaine, in dem er dieses Prinzip auch auf den Menschen ausdehnte. Charles Darwin wurde auf Godrons Arbeiten aufmerksam und trat mit ihm in Korrespondenz.